# Brother's Keeper (Fair Warning)
Brother's Keeper è il quinto album dei Fair Warning, il primo dopo lo scioglimento e successiva reunion.

## Il disco
Nel 2006 si sono riuniti in formazione originale (ad eccezione di Andy Malecek) per dare alla luce Brother's Keeper, anche quest'ultimo scalò le classifiche giapponesi piazzandosi al 2º posto. Il primo singolo estratto fu Don't Keep Me Waiting, ottenendo un 92/100 sulla rivista giapponese "Burrn!".

## Tracce
1. Don't Keep Me Waiting
2. Generation Jedi
3. All Of My Love
4. Rainbow Eyes
5. Push Me On
6. Wasted Time
7. The Cry
8. The Way
9. Once Bitten, Twice Shy
10. Tell Me Lies
11. In The Dark
12. Still I Believe
13. All I Wanna Do

## Formazione
- Tommy Heart (voce)
- Helge Engelke (chitarra)
- Ule Ritgen (basso)
- C.C.Behrens (batteria)